# PSFK Chernomorets Burgas
El PSFK Chernomorets Burgas (en búlgar: ПCФК Черноморец) és un club de futbol búlgar de la ciutat de Burgàs.

## Història
És el successor de l'històric Chernomorets fundat el 1919 i que desaparegué el 2004 per una fallida econòmica en temps de l'antic propietari Ivaylo Drazhev. Fou restaurat l'any 2005 per Mitko Sabev. L'evolució del nom ha estat:
- 1919 FC Chernomorets
- 1944 Lyuboslav
- 1958 Botev
- 1968 DFS Chernomorets
- 1985 FC Chernomorets
- 1985 FC Chernomorets
- 2005 OFC Chernomorets 919
- 2006 PSFC Chernomorets Burgas

## Dades del club
- Adreça: Sports komplex "Lazur" Burgàs, Bulgària
- Tel: 056 834 444
- Fax: 056 834 455
- e-mail: chernomoretz@petrolholding.bg